# 大阪市立此花中学校
大阪市立此花中学校（おおさかしりつ このはな ちゅうがっこう）は、大阪府大阪市此花区にある公立中学校。
1961年に此花区で3番目の公立中学校として開校した。

## 沿革
- 1961年4月1日 - 此花第三中学校として開校。同年中に大阪市立此花中学校と改称。
- 1983年 - 制服改定
- 1999年 - 新体育館竣工
- 2014年? - 制服改定

## 通学区域
- 大阪市立伝法小学校と大阪市立高見小学校の通学区域。

大阪市此花区 伝法1丁目-6丁目、高見1丁目-3丁目。

## 交通
- 阪神なんば線 伝法駅 東へ約400m。
- 大阪シティバス 高見2丁目・高見3丁目、此花ふれあいセンターの各バス停。